# Esup-Portail
 (juin 2023).
Si vous disposez d'ouvrages ou d'articles de référence ou si vous connaissez des sites web de qualité traitant du thème abordé ici, merci de compléter l'article en donnant les références utiles à sa vérifiabilité et en les liant à la section « Notes et références ».
« ESUP-Portail » est une association ou plus exactement un consortium collaboratif créé en 2008 pour porter le projet national ENT « Espace Numérique de Travail » - en open-source - par exemple dans le cadre de l’université numérique. 

## Historique du projet
Esup-Portail a été créé dans le Nord/Pas de Calais, en France par l'université de Valenciennes, à la suite d'un appel à projet Campus Numérique - Volet 2 lancé par le ministère de l'Éducation nationale et en lien avec le projet « Université Numérique Régionale » (UNR-NPDC ),.